# 穆罕默德·本·伊德里斯
穆罕默德·本·伊德里斯·萨尼·本·伊德里斯·阿瓦勒·本·阿卜杜拉·卡迈勒（阿拉伯语：‎；—836年），伊德里斯王朝埃米尔，于828年至836年在位。

## 生平
穆罕默德统治时期，其国土被七位王族瓜分，穆罕默德的统治范围仅限于都城非斯，由此在阿尔及利亚西部和摩洛哥地区就形成了八个由伊德里斯王朝成员统治的小国。穆罕默德本人的统治范围仅限于非斯，其兄弟仅仅在名义上承认其统治权。其中一位王族伊萨以西北部的谢拉为中心，统治了布賴格賴格河流域的沿海地区。伊萨在穆罕默德即位后不久便反叛，穆罕默德指派另外一位王族奥马尔前去镇压。奥马尔的势力范围在里夫山脉一带。奥马尔镇压了伊萨的叛乱，又转而向北讨伐另一位王族卡西姆。卡西姆的统治区域在丹吉尔一带，他拒绝效忠穆罕默德，未派兵对抗伊萨，招致讨伐。卡西姆兵败，逃往附近的阿西拉，在周边一带定居。完成两次内部征讨的奥马尔因此得到奖赏，得以统治丹吉尔地区。奥马尔在835年9月或10月逝世，子阿里·本·奥马尔继承其领地；穆罕默德在7个月后逝世。
他死后，子阿里·本·穆罕默德即位。